# Oscar Magnus Löfdahl
Oscar Magnus Löfdahl, född 10 mars 1811 i Sövestads socken, Malmöhus län, död 18 juli 1895 på Värmdö, Stockholms län, var en svensk militär, grafiker och tecknare.
Han var son till inspektorn på Krageholm Magnus Löfdahl och Maria Helena Forssander och gift med Ingeborg Åkerlind. Löfdahl blev student vid Lunds universitet 1825 och magister 1838. Han tjänstgjorde som kapten vid Vendes artilleriregemente. Som konstnär gjorde han sig känd som en duktig gravör och tecknare. Han medverkade i Konstakademiens utställning 1835 med en landskapsmålning utförd i olja. Hans konst består av teckningar, oljemålningar och etsningar. Han startade tidskriften Tidning för bokvänner i Stockholm 1878.